# Hypena helenae
Hypena helenae är en fjärilsart som beskrevs av Emilio Berio 1972. Hypena helenae ingår i släktet Hypena och familjen nattflyn. Inga underarter finns listade i Catalogue of Life.